# Thury-sous-Clermont
Thury-sous-Clermont – miejscowość i gmina we Francji, w regionie Hauts-de-France, w departamencie Oise.
Według danych na rok 1990 gminę zamieszkiwało 528 osób, a gęstość zaludnienia wynosiła 97 osób/km² (wśród 2293 gmin Pikardii Thury-sous-Clermont plasuje się na 514. miejscu pod względem liczby ludności, natomiast pod względem powierzchni na miejscu 833.).